# Dumri (Giridih)
Dumri (en hindi: डूमरि ) es una localidad de la India, en el distrito de Giridih, estado de Jharkhand.

## Geografía
Se encuentra a una altitud de 269 m s. n. m. a 152 km de la capital estatal, Ranchi, en la zona horaria UTC +5:30.

## Demografía
Según el censo de India de 2011, Dumri tenía una población total de 5.639, de los cuales 2.935 (52%) eran hombres y 2.704 (48%) eran mujeres. La población menor de 6 años fue de 896 (69,68% de la población total mayores de 6 años). El número total de alfabetizados en Dumri fue de 3.305.